# Le Jeu de patience
Le Jeu de patience est un roman de Louis Guilloux publié le 21 septembre 1949 aux éditions Gallimard et ayant reçu le prix Renaudot la même année.

## Historique
Le roman est en lice pour le prix Goncourt, fortement soutenu par André Billy, où il s'incline au second tour de scrutin par une voix contre huit à Week-end à Zuydcoote de Robert Merle. Il reçoit finalement le prix Renaudot.

## Éditions
- Le Jeu de patience, éditions Gallimard, 1949,  (ISBN 978-2070230594).